# Joseph-François Charpentier de Cossigny
Joseph-François Charpentier de Cossigny, também conhecido como Joseph-François Charpentier de Cossigny de Palma (Porto Luís, 1736 - 1809) foi um explorador, engenheiro e horticultor de origem francesa nascido em Maurício.
Joseph era filho de Jean-François Charpentier de Cossigny, um engenheiro da Companhia Francesa das Índias Orientais. Ele também foi o primo de David Charpentier de Cossigny (governador da Índia, Bourbon, e Mascarenhas). Em 1773, durante uma visita a Paris como acadêmico e político, pediu ao secretário colonial o direito de estabelecer uma câmara de agricultura na isle de France (hoje chamada Maurício). Ele se mudou para a ilha onde fundou uma colônia chamada Palma, e criou vários jardins de aclimatação de espécies de frutas importadas. Ele é conhecido por introduzir a lechia nas ilhas Bourbon e isle de France em 1764 depois de várias viagens para a China e o Oriente. Ele foi um dos primeiros membros do Institut de France em 1795.